# Бокей султан
Бокей султан (XVI в. — 1627 г.) — казахский султан. Сын Кайнар Кошек султана, внук Ондан султана. Год рождения неизвестен, умер в 1627 году. В 1627 году вышел из Туркестана с 60 джигитами на барымту и напал на Хивинские окресности. Разграбил бухарцев и хивинцев. Хивинский хан Исфендияр послал за ним погоню 300 человек. Бокей был разбит и убит. Его голова была привезена к Исфендияру. 
Бокей является прадедом султана Среднего жуза Барака, и предком Алихана Букейханова, председателя правительства Алаш Орды, депутата государственной думы России.